# Mordfall Tristan
Beim Mordfall Tristan handelt es sich um den ungeklärten Mord an dem 13-jährigen Tristan Brübach aus Frankfurt am Main am 26. März 1998 in Frankfurt-Höchst.

## Leben
Tristan Brübach wurde am 3. Oktober 1984 in Frankfurt am Main als Sohn von Iris und Bernd Brübach geboren. Er wuchs in den Frankfurter Stadtteilen Höchst und Unterliederbach auf. In seiner Schulzeit besuchte er die Walter-Kolb-Grundschule in Frankfurt-Höchst, anschließend ging er auf die Meisterschule in Frankfurt-Sindlingen. Nach dem frühen Tod seiner Mutter durch Suizid im Jahr 1995 wuchs Tristan alleine bei seinem Vater auf.

## Tathergang

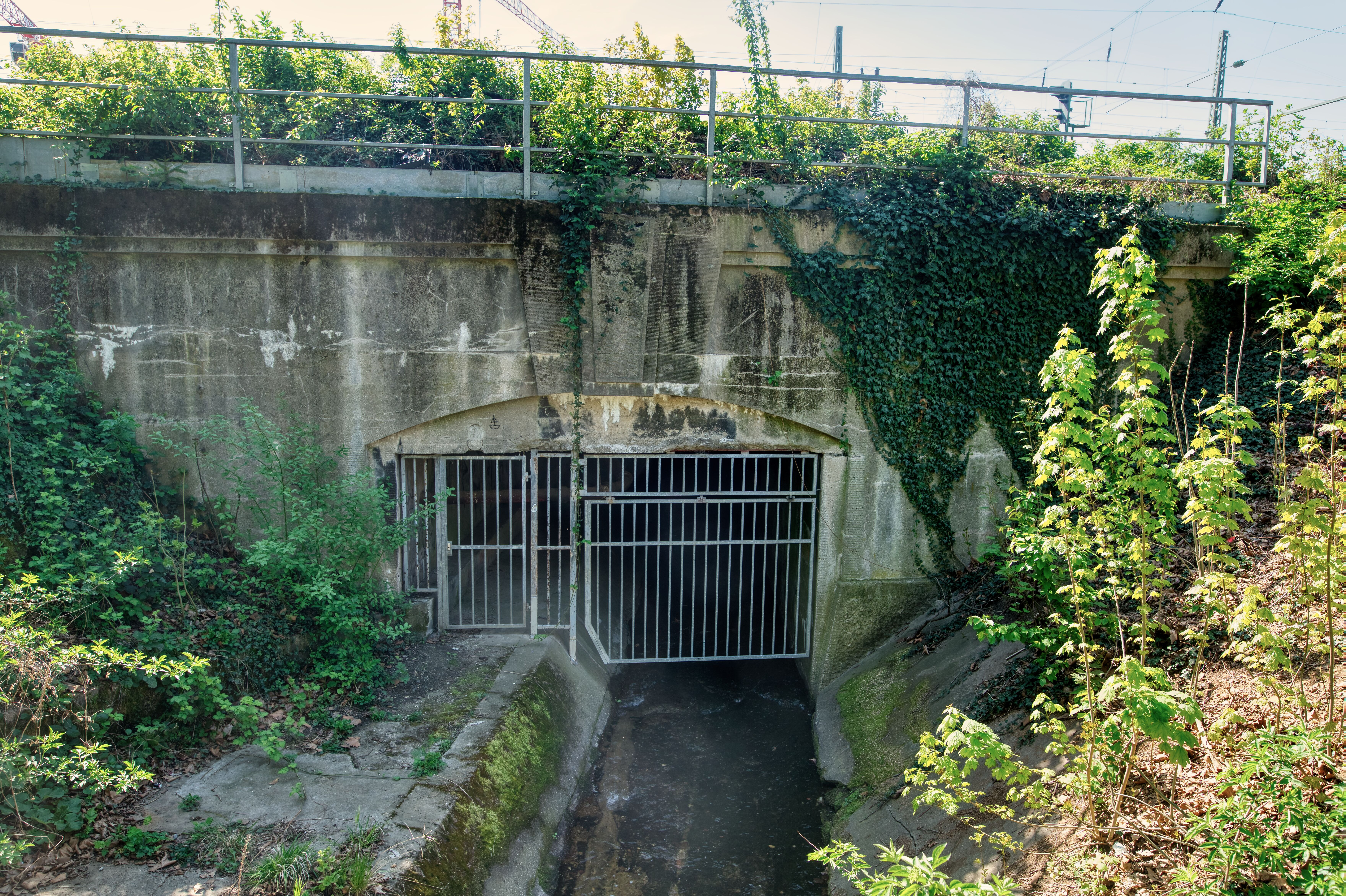
Liederbachtunnel am Bahnhof Frankfurt-Höchst (inzwischen verschlossen)

Am Tattag, dem 26. März 1998, wurde der Junge gegen 15:20 Uhr das letzte Mal in der Bruno-Asch-Anlage am Bahnhof Frankfurt-Höchst lebend gesehen. Die Meldung des Fundes seiner Leiche in einer Unterführung des Liederbachs westlich des Bahnhofes Frankfurt-Höchst (dem „Liederbach-Tunnel“) ging bei der Polizei um 17:08 Uhr ein. Der Junge wurde bewusstlos geschlagen und gewürgt, die Todesursache war ein Schnitt in den Hals. Der Leiche wurden nach Eintritt des Todes beide Hoden sowie Muskelfleisch aus Gesäß und Oberschenkeln entfernt. Nach der Tat legte der Täter die Leiche auf einem Betonsockel ab. Der Mörder wurde während der Tatausführung aus einiger Entfernung von drei Jugendlichen beobachtet, die die Tat aber nicht als solche erkennen konnten. Sie gaben den Ermittlern später eine Beschreibung des Täters, die bislang zu keinem Fahndungserfolg führte. Ein Jahr nach der Tat wurde im März 1999 Tristans Rucksack in einem Waldstück bei Niedernhausen entdeckt, etwa 25 Kilometer vom Tatort entfernt. Weil sich in dem Rucksack eine Deutschland-Straßenkarte in tschechischer Sprache befand, wurden auch in Tschechien und in der Slowakei Fahndungsaufrufe zu dem Fall im Fernsehen ausgestrahlt, doch auch das brachte keine neuen Hinweise.

## Ermittlungen
Bei den Ermittlungen wurden ab 2002 in bis dahin noch nicht gekanntem Maße verdachtsunabhängige Reihenuntersuchungen an Fingerabdrücken durchgeführt. Es wurden hierbei alle damaligen männlichen Einwohner der Stadtteile Höchst und Unterliederbach im damaligen Alter von 15 bis 45 Jahren sowie auch Berufspendler um die Abgabe von Fingerabdrücken gebeten. Bis 2014 hatten 98,65 % der damaligen Höchster und 92,95 % der damaligen Unterliederbacher Einwohner ihre Fingerabdrücke abgegeben. Im Zuge der Ermittlungen gab es auch falsche Hinweise, die die Ermittlungen erschwerten. So meldete sich eine Frau aus Amerika und beschuldigte ihren Ex-Ehemann; erst nach längeren Untersuchungen stellte sich heraus, dass es sich lediglich um einen geschickten Rachefeldzug handelte und der Mann nichts mit dem Mord zu tun hatte.
Am 19. Mai 2016 gab das Hessische Landeskriminalamt in Wiesbaden bekannt, dass der 2014 verstorbene Manfred Seel, der unter dem Verdacht steht, mehrere Frauen ermordet zu haben, möglicherweise auch für den Mord an Tristan Brübach verantwortlich sei. Allerdings gebe es dafür nur Indizien. Im Oktober 2017 teilte die Leiterin der Pressestelle der Frankfurter Polizei mit, dass Seel als Täter ausgeschlossen worden sei. Die öffentliche Fahndung nach Tristans Mörder werde „demnächst“ wiederaufgenommen.

## Besonderheiten

### Phantom Zopfträger
Es handelt sich dabei um den Hauptverdächtigen, eine zur Tatzeit etwa 20 bis 30 Jahre alte männliche Person mit einer auffälligen Lippen-Kiefer-Gaumenspalte oder Narbe an der Oberlippe und einem ungepflegten Gesamterscheinungsbild, die von mehreren Zeugen gesehen wurde und von der durch mehrere Zeugenaussagen ein Phantombild erstellt wurde. Mit dem Phantombild wurde bereits weltweit nach dem Täter gesucht, aber es konnte niemand ermittelt werden. Zum ersten Mal wurde die Person am Tattag, kurz nach der Tat, gegen 15:50 Uhr direkt am Liederbach-Tunnel aus einem Gebüsch kommend, von einem zwölfjährigen Mädchen gesehen. Die Person trug eine Mütze, bei der hinten ein Pferdeschwanz oder ein Zopf herausschaute. Etwa eine Woche später tauchte der Mann bei einer Anwaltskanzlei auf, bei der er sich gegenüber der Anwaltsgehilfin wie folgt äußerte: „Ich bin gerade aus dem Knast entlassen worden und habe schon wieder Mist gebaut.“ Die Anwaltsgehilfin schickte ihn daraufhin zu einer anderen Kanzlei für Strafsachen, die der Unbekannte aber nicht aufsuchte. Eine Woche später meldete sich eine weitere Zeugin, die Tristan persönlich kannte und ihm regelmäßig Nachhilfe gab. Die Zeugin gab an, dass sie nur wenige Tage vor dem Mord Tristan in Begleitung eines erwachsenen Mannes gesehen habe, der genauso aussah wie die Person auf dem Phantombild. Sie war sich sicher, diesen Mann mehr als einmal gesehen zu haben.
Unabhängig davon, ob der Zopfträger der mögliche Täter ist, gab es eine weitere Zeugin, die eine abweichende Beobachtung mit Bezug auf die möglichen Täter machte. Es handelt sich dabei um die Frau aus der Bruno-Asch-Anlage, die Tristan kurz vor der Tat gegen 15:20 Uhr letztmals lebend sah. Er habe allein auf einer Parkbank gesessen und eine Zigarette geraucht. Sie unterhielt sich ein wenig mit ihm und wollte kurze Zeit später wieder weitergehen. Noch nicht weit von der Parkbank entfernt, drehte sie sich noch einmal um und sah, wie sich zwei Männer rechts und links von Tristan auf die Parkbank setzten. Nur zehn bis 25 Minuten später kam es rund 500 Meter weiter im Liederbach-Tunnel zu dem Mord an Tristan Brübach. Aufgrund des Tathergangs und der großen Ähnlichkeit zum Phantombild geriet im Jahr 2020 Christian B. unter Verdacht, der ominöse Zopfträger sein zu können. Die Staatsanwaltschaft Frankfurt äußerte sich später jedoch, dass sich bisher kein konkreter Tatverdacht ergab.

### Unbekannter Anrufer
Einen Tag nach der Beerdigung des Jungen hatte sich ein bislang unbekannter Mann am 7. April 1998 telefonisch bei der Polizei gemeldet und behauptet, er sei Tristans Mörder – er stehe am Höchster Bahnhof und wolle abgeholt und festgenommen werden. Als die Polizisten dort eintrafen, war er verschwunden. Ab September 1998 konnte die Stimme des Anrufers vorübergehend bundesweit unter der Telefonnummer 0 11 66 abgehört werden. Bis heute konnte der Anrufer nicht ermittelt werden.

### Grab
Elf Tage nach seiner Ermordung, den 6. April 1998, wurde Tristan auf dem Friedhof in Frankfurt-Höchst beigesetzt. In der Nacht des 7. auf den 8. Oktober 1999  schlich sich eine oder mehrere unbekannte Personen nachts an das Grab des Jungen auf dem Friedhof Höchst und grub 1,20 Meter tief nach dem Sarg, dann verschwand sie. Die Polizei vermutet, dass die Person gestört wurde. Die Ruhefrist für die Grabstelle ist im März 2018 abgelaufen. Da Tristans Eltern beide verstorben sind – sein Vater starb 2014 im Alter von 59 Jahren. – und keine anderen Verwandten die Kosten für die Grabstelle und ihre Pflege tragen könnten, wollte sich nach Angaben der Polizei eine Bürgerinitiative um den Erhalt des Grabes kümmern. Im März 2018 wurde angesichts der bevorstehenden Räumung des Grabes eine Gedenkstätte für Tristan errichtet.

### Belohnungen
Die Staatsanwaltschaft Frankfurt/Main hat für Hinweise, die zur Ermittlung von Tristans Mörder führen, eine Belohnung von 15.000 Euro ausgesetzt. Diese Belohnung wurde von einer Privatperson um 5.000 Euro aufgestockt. Eine zweite Privatperson setzte befristet bis zum Mai 2016 eine Belohnung von 80.000 Euro aus, sodass vorübergehend 100.000 Euro Belohnung ausgesetzt waren. Gegenwärtig beträgt die Summe der ausgesetzten Belohnungen 20.000 Euro.

### Rezeption
2017 erschien der Roman „Menschenfischer“ des Frankfurter Schriftstellers Matthias Altenburg (unter dem Pseudonym Jan Seghers). Die Handlung lehnt sich zunächst eng an den Fall Tristan Brübach (alias Tobias Brüning) an, entwickelt sich dann jedoch zu einer rein fiktiven Geschichte.

## Veröffentlichungen

### Zeitungen
- Focus, Artikel vom 22. November 2013
- FAZ.Net, Artikel vom 11. Dezember 2013
- Hessischer Rundfunk www.hessenschau.de Fragen und Antworten - Der Mordfall Tristan Brübach 26. März 2018, abgerufen am 9. Juli 2018

### Fernsehen
- ZDF: Aktenzeichen XY - ungelöst, 2. April 2008
- ZDF: Aktenzeichen XY - ungelöst, 8. Juni 2016
- ZDF: Hallo Deutschland, 3. September 2014
- RTL: Spiegel TV Magazin, 24. November 2013
- RTL: Spiegel TV Magazin, 22. Mai 2016
- HR: Maintower Kriminalreport, 25. März 2018
- Kabel 1: Die spektakulärsten Kriminalfälle, 8. Juli 2018